# خوزه النکار
خوزه النکار (انگلیسی: José Alencar؛ ۱۷ اکتبر ۱۹۳۱ – ۲۹ مارس ۲۰۱۱) سیاست‌مدار و کارآفرین اهل برزیل بود. وی در فاصله سالهای ۲۰۰۳ تا ۲۰۱۰ معاون رئیس جمهور برزیل بود.